# Kyle Flowers
Kyle Steven Flowers (ur. 24 marca 1993) – belizeński piłkarz występujący na pozycji lewego obrońcy, reprezentant kraju, obecnie zawodnik Belize Defence Force.

## Kariera klubowa
Flowers rozpoczynał występy w lidze belizeńskiej w klubie Placencia Texmar Assassins. Następnie był zawodnikiem Belmopan Bandits FC oraz Freedom Fighters FC. W 2019 przeniósł się do wyżej notowanego zespołu Belize Defence Force FC.

## Kariera reprezentacyjna
W grudniu 2010 Flowers w barwach reprezentacji Belize U-20 prowadzonej przez Renana Couoha wziął udział w środkowoamerykańskich eliminacjach do Mistrzostw CONCACAF U-20. Belizeńczycy nie zdołali się zakwalifikować do turnieju finałowego, notując dwie porażki – z Salwadorem (1:6) i Hondurasem (0:3). Flowers wystąpił w drugim z meczów. W marcu 2013 został powołany na Igrzyska Ameryki Środkowej w San José. Rozegrał tam wszystkie trzy spotkania w wyjściowym składzie, a jego drużyna odpadła z męskiego turnieju piłkarskiego w fazie grupowej.
W sierpniu 2015 Flowers znalazł się w ogłoszonym przez Edmunda Pandy'ego Sr. składzie reprezentacji Belize U-23 na środkowoamerykańskie preeliminacje do Igrzysk Olimpijskich w Rio de Janeiro. Belizeńczycy przegrali obydwa spotkania i odpadli z dalszej rywalizacji.
Flowers był kilkukrotnie powoływany na zgrupowania seniorskiej reprezentacji Belize – w lipcu 2014, w listopadzie 2014 i lutym 2015. Zadebiutował w niej jednak dopiero za kadencji selekcjonera Palmiro Salasa, 22 marca 2018 w wygranym 4:2 meczu towarzyskim z Grenadą.